# 传奇级巡逻舰
传奇级巡逻舰（英語：Legend-class cutter）是美国海岸警卫队的一级巡逻艇，也被称作国家安全舰（英語：National Security Cutter）。其舰船分类符号为“WMSL”，其中“W”指海岸警卫队船只，“MSL”指大型海事保安舰 (Maritime Security Cutter, Large)。
该级巡逻舰首舰于2008年入役，为美国海岸警卫队最大的现役巡逻舰。其可用于各类任务，包括环境保护，搜救，保护渔业、港口、航道和沿海安全，反恐活动，执法，禁毒，国防行动以及其他军事/海军行动，包括与美国海军一起进行海上作战。

## 设计
传奇级巡逻舰是美国海岸警卫队所有船只中第二长的，仅次于科研破冰船希利号。该级巡逻舰用以取代取代12艘汉密尔顿级巡逻舰。其被设计为拥有长自持力的远洋巡逻舰，同时也可以进行额外升级，以在国家紧急情况下被国防部征用。

### 任务类型

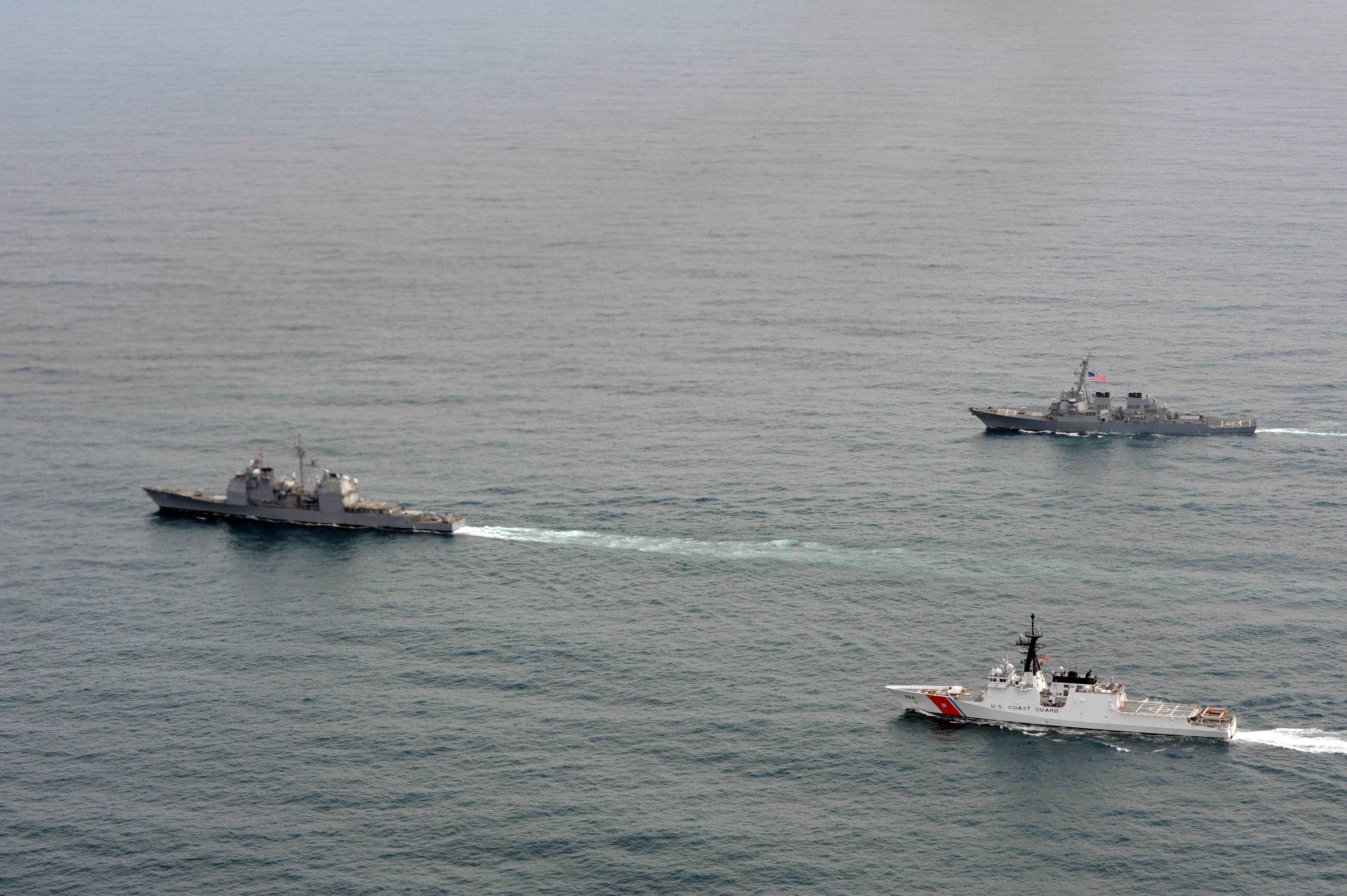
传奇级巴索夫号和海军编队演习

传奇级巡逻舰的配置可以应对低威胁环境。它按照90%的军用标准建造。其可以携带并释放高速快艇，进行海上拦截任务，包括7公尺长的短程检察官快艇和11公尺长的远程拦截者快艇。它可以应对装备简陋的军队、携带少量反舰导弹或不携带的小型海岸巡逻艇。此外，可以参与防御行动，如战区安保、港口保护、护航、反海盗和海上拦截行动。
传奇级巡逻舰的配置也可以在中等威胁环境下生存。该舰可以进行消磁，同时也有较小的雷达散射截面。其采用了阿利·伯克级驱逐舰隐身桅杆的改进型设计。在面对装备精良的飞机舰艇、射程超过近海的反舰导弹、潜艇这类中等威胁时，传奇级巡逻舰仍可以执行防御作战、水面火力支援、人员撤离等任务。以现有的配置，其无法在高威胁环境中生存。

### 作战装备

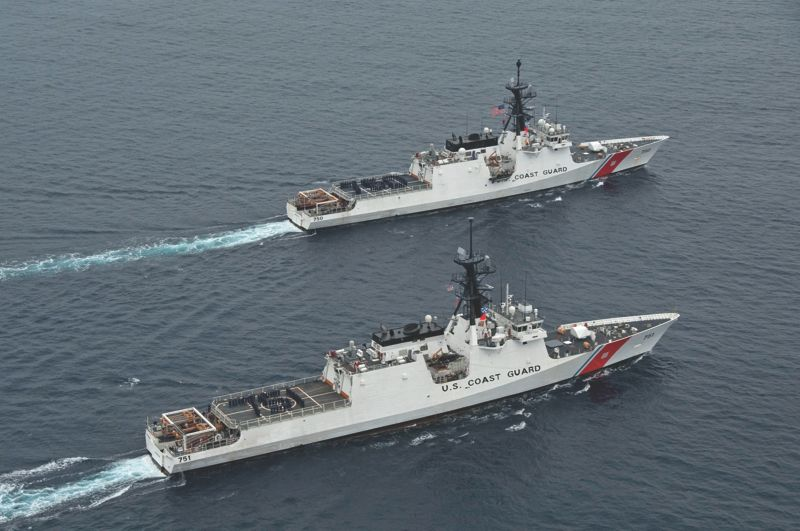
传奇级1号舰巴索夫号和2号舰韦舍号巡逻舰

传奇级巡逻舰配备了TRS-3D对空对海雷达，和德国布伦瑞克级护卫舰所用的为同型。其使用的AN/SLQ-32B(V)2电子战系统和阿利·伯克级驱逐舰所用为同型。其装备的MK-110 57公釐舰炮和美国海军濒海战斗舰为同型。一门MK-110舰炮和一座方陣近迫武器系統的组合，使传奇级巡逻舰具备反舰、水面火力支援和一定的防空能力。
其武器、指挥和控制系统可以进行升级，以适应各类任务。其可以加装扫雷系统、超视距导弹、声纳系统，可以用海公羊武器系统取代方陣近迫武器系統。该舰还拥有防核生化攻击的能力，并配备了冲洗系统。
传奇级巡逻舰首舰巴索夫号参加了2012年環太平洋軍事演習，证明了其海上作战能力。

## 同级舰
| 舰名       | 舷号     | 建造者         | 入役          | 母港                   | 状态                                                   |
| ---------- | -------- | -------------- | ------------- | ---------------------- | ------------------------------------------------------ |
| 巴索夫号   | WMSL-750 | 英戈尔斯造船厂 | 2008年8月4日  | 加利福尼亚州，阿拉米达 | 现役                                                   |
| 韦舍号     | WMSL-751 | 英戈尔斯造船厂 | 2010年5月7日  | 加利福尼亚州，阿拉米达 | 现役                                                   |
| 斯特拉顿号 | WMSL-752 | 英戈尔斯造船厂 | 2012年3月31日 | 加利福尼亚州，阿拉米达 | 现役                                                   |
| 汉密尔顿号 | WMSL-753 | 英戈尔斯造船厂 | 2014年12月6日 | 南卡罗来纳州，查尔斯顿 | 现役                                                   |
| 詹姆斯号   | WMSL-754 | 英戈尔斯造船厂 | 2015年8月8日  | 南卡罗来纳州，查尔斯顿 | 现役                                                   |
| 门罗号     | WMSL-755 | 英戈尔斯造船厂 | 2017年4月1日  | 加利福尼亚州，阿拉米达 | 现役                                                   |
| 金博尔号   | WMSL-756 | 英戈尔斯造船厂 | 2019年8月24日 | 夏威夷州，火奴鲁鲁     | 现役                                                   |
| 米吉特号   | WMSL-757 | 英戈尔斯造船厂 | 2019年8月24日 | 夏威夷州，火奴鲁鲁     | 现役                                                   |
| 斯通号     | WMSL-758 | 英戈尔斯造船厂 | 2021年3月19日 | 南卡罗来纳州，查尔斯顿 | 现役                                                   |
| 卡尔霍恩号 | WMSL-759 | 英戈尔斯造船厂 | 2024年4月20日 | 南卡罗来纳州，查尔斯顿 | 現役                                                   |
| 弗里德曼号 | WMSL-760 | 英戈尔斯造船厂 |               | 南卡罗来纳州，查尔斯顿 | 建造中                                                 |
| 未知       | WMSL-761 |                |               |                        | 美國海岸防衛隊獲得國會撥款建造第12艘，但尚未行使選擇權 |